# Al-Kunduri
Amid al-Mulk Abu Nasr al-Kunduri, (in persiano عمیدالملک ابونصر الکوندوری‎), più comunemente e brevemente noto come al-Kunduri (in persiano کندری‎; scritto anche Kunduri) (Kondor, 1024 – 29 novembre 1064), è stato un funzionario persiano che operò come visir del primo sultano selgiuchide Tughril (regnante dal 1037 al 1063) e di suo nipote Alp Arslan (r. 1063-1072).

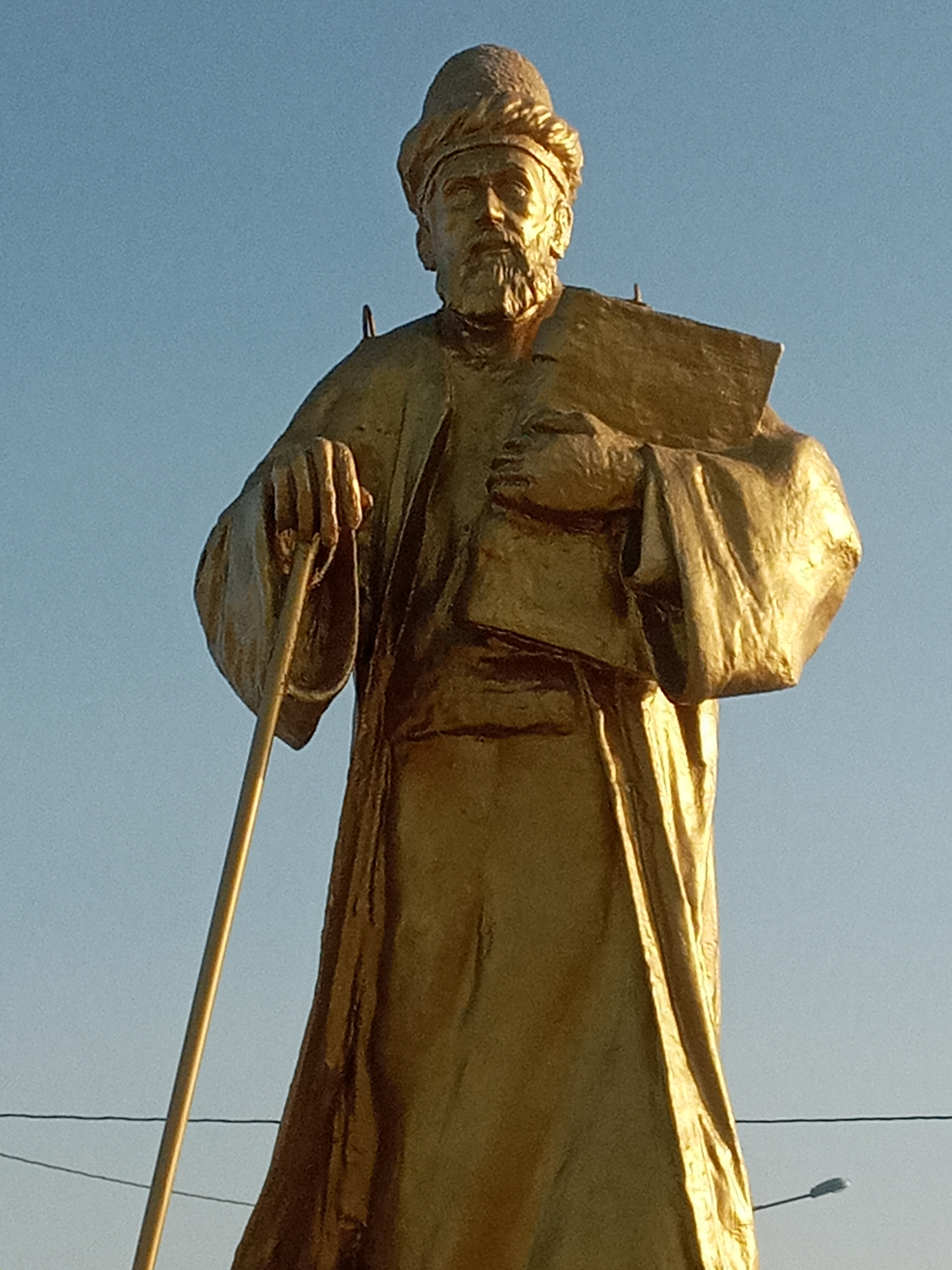
Statua di al-Kunduri a Kondor, in Iran, sua città natale

Kunduri nacque a Kondor, nell'Iran centrale, nel 1024. Entrò a far parte della burocrazia selgiuchide in veste di segretario su suggerimento del suo maestro, l'imam al-Muwaffaq al-Nishapuri. Kunduri, che era un uomo abile con le parole e che si trovava a suo agio nel mondo politico, cercò di sfruttare a suo vantaggio il potere e l'influenza sul sultano selgiuchide. 
Un primo sotterfugio realizzati da Kunduri avvenne durante il suo primo mandato come visir, quando Tughril lo incaricò di organizzare un matrimonio tra Tughril e una principessa di una nobile famiglia in Corasmia. Invece di adempiere a quel comando, Kunduri organizzò il matrimonio per sé; una volta recatosi da Tughril, chiese perdono e si assolse tagliandosi la barba e castrandosi. Mentre Tughril stava preparando una campagna militare verso Mosul per combattere un oppositore locale di nome al-Basasiri nel 1057, Kunduri complottò per insediare sul trono il figlio della moglie di Tughril, Altun Jan Khatun, Anushirwan. Tuttavia, i cospiratori, tra cui Altun Jan Khatun, si dissociarono rapidamente dalla cospirazione e Kunduri preservò la sua carica di visir.
Un terzo piano di Kunduri venne indirizzato ai danni del califfo abbaside Al-Qa'im (r. 1031-1075), che riuscì a convincere ad accettare un matrimonio tra sua figlia e Tughril. Dopo la morte di quest'ultimo nel 1063, Kunduri tentò di insediare al potere il nipote neonato Sulayman (figlio di Chaghri Beg). Tuttavia, alla fine fu il figlio maggiore e più competente di Chaghri Beg, Alp Arslan, a porsi a capo del Khorasan. Inizialmente Kunduri preservò la propria carica di visir, ma su istigazione del suo pari Nizam al-Mulk, Alp Arslan fece imprigionare Kunduri il 31 dicembre 1063 e lo fece giustiziare l'anno successivo, il 29 novembre 1064. A Kunduri successe nel suo incarico proprio Nizam al-Mulk.

## Biografia

### Primi anni
Kunduri nacque intorno al 1024 come figlio di un dehqan di probabili origini arabe. Il suo nisba suggerisce un collegamento con la professione di venditore di franchincenso. L'autore iranico del XII secolo Sadr al-Din al-Husayni (fl. 1180-1225) afferma che il luogo di nascita di Kunduri era da individuarsi vicino a Turaythith, nel Quhistan, la parte meridionale del Grande Khorasan. Ad avvalorare tale ipotesi, vanno segnalate delle fonti che definiscono Kunduri un «abitante del Khorasan». Insieme al poeta Abu'l-Qasim Ali Bakharzi, Kunduri si formò nella principale città del Khorasan, Nishapur, dall'imam al-Muwaffaq al-Nishapuri.

### Carriera

#### Sotto Tughril

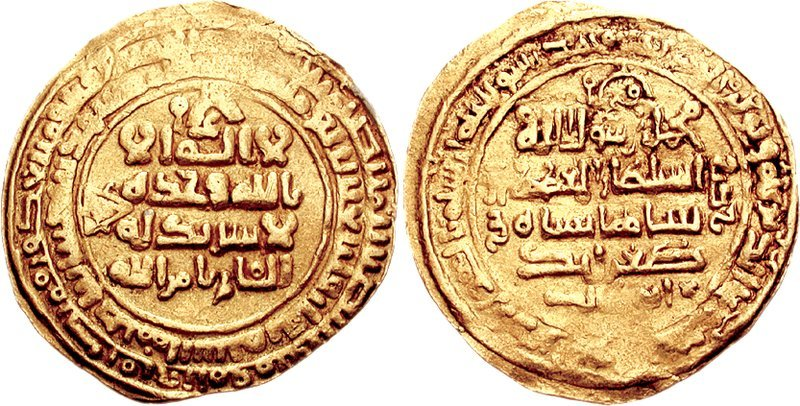
Dinaro d'oro coniato a Isfahan con inciso il nome di Tughril

Quando il primo sultano selgiuchide Tughril (regnante dal 1037 al 1063) conquistò Nishapur nel 1038, egli comunicò all'imam al-Muwaffaq la sua volontà di avvalersi di un segretario che sapesse esprimersi senza problemi sia in arabo sia in persiano. Quest'ultimo raccomandò Kunduri, che fu poi nominato segretario della cancelleria. Nel luglio o agosto del 1055, Tughril nominò Kunduri quale suo visir, succedendo così a Nizam al-Mulk Dihistani. Durante il suo mandato come visir, Kunduri si preoccupò di dare forma a uno Stato persiano-islamico a tutti gli effetti, un programma questo che andò portato avanti sotto i successivi sultani selgiuchidi Alp Arslan (r. 1063-1072) e Malik Shah I (r. 1072-1092). Kunduri fungeva anche da interprete per Tughril, traducendo per lui l'arabo e il persiano in turco. Come parte della propaganda selgiuchide, Kunduri incaricò il poeta e dabir (scriba) Ibn Hassul di scrivere un documento che criticasse il Kitab al-Taji di Ibrahim ibn Hilal al-Sabi, composto nel 978 come propaganda buwayhide, e li collegasse al sovrano sasanide Bahram V (r. 420-438). Il lavoro di Ibn Hassul, tra l'altro, riconduceva le origini della famiglia selgiuchide con Tur, uno dei figli del mitologico re iranico Farīdūn.
Kunduri cercò di sfruttare il potere e l'influenza sul sultano. Durante il suo primo visirato, Kunduri venne incaricato da Tughril di organizzare un matrimonio tra Tughril e una principessa di una nobile famiglia della Corasmia; anziché obbedire, organizzò il matrimonio per se stesso. Kunduri si recò dunque da Tughril, dove si assolse tagliandosi la barba e castrandosi. Nel 1057, mentre Tughril stava preparando una campagna verso Mosul per combattere un rivale locale di nome al-Basasiri, Kunduri complottò per insediare sul trono il figlio della moglie di Tughril Altun Jan Khatun, Anushirwan. Vedendo che il sultano disponeva soltanto di 2.000 uomini alla sua partenza, Tughril rimproverò Kunduri: «Perché non mi hai informato in maniera tale da poter aspettare che ogni soldato potesse essere radunato?».
Durante la successiva ribellione del fratellastro di Tughril İbrahim Yinal, il sultano chiese l'aiuto di Kunduri. Altun Jan inizialmente si offrì di aiutarlo, ma fu persuaso da Kunduri che i suoi soldati avrebbero disertato per Yinal e avrebbero solo rafforzato le sue forze, indebolendo ulteriormente l'esercito di Altun Jan e Tughril. Kunduri tentò ancora una volta di insediare Anushirwan sul trono, stavolta con l'appoggio di Altun Jan, il califfo abbaside al-Qa'im (r. 1031-1075), nonché dei mercanti e dei principali funzionari di Baghdad. A questo complotto si opposero due generali di Tughril, Umar e Inanjil, che rifiutarono Anushirwan. Quando Kunduri chiese ad al-Qa'im di annunciare Anushirwan come sultano, questi gli comunicò di rimandare il complotto e di mettere in sicurezza la città contro al-Basasiri. Anche Altun Jan ebbe un ripensamento e si riunì a Tughril e i dettagli relativi a come poi il complotto si sviluppò restano oscuri. Kunduri e Anushirwan continuarono a servire sotto Tughril, combattendo al suo fianco contro al-Basasiri, che fu ucciso da un collaboratore di Kunduri.
Kunduri si rivelò una figura chiave nei negoziati con il riluttante califfo al-Qa'im per organizzare il matrimonio tra sua figlia e Tughril. Secondo lo studioso arabo Ibn al-Jawzi (morto nel 1201), Kunduri aveva spinto Tughril a questa idea per controbilanciare il matrimonio già organizzato tra la nipote di Tughril, Arslan Khatun, e al-Qa'im. Il sultano divenne in qualche modo ossessionato dall'ipotesi di sposare una principessa abbaside, forse con l'aspirazione che uno dei suoi discendenti potesse un giorno governare come califfo. Sebbene Kunduri e al-Qa'im avessero in apparenza un rapporto amichevole, ben presto si allontanarono a causa delle azioni del primo. Tra maggio e giugno del 1061, Kunduri e al-Qa'im si impegnarono in prolungate e risentite trattative per il matrimonio, con Kunduri che a un certo punto minacciò persino di impadronirsi delle iqta' (proprietà) del califfo. Tra febbraio e marzo 1062, Kunduri convinse infine al-Qa'im ad accettare, in cambio di un esoso pagamento e a condizione che la figlia non lasciasse il palazzo califfale. Kunduri ignorò quest'ultima condizione e la figlia del califfo venne condotta con la forza nella residenza di Tughril a Baghdad. A ogni modo, il matrimonio si rivelò solo nominale e terminò bruscamente dopo sei mesi e ventitré giorni a causa della morte di Tughril, avvenuta il 4 settembre 1063.

#### Caduta e morte

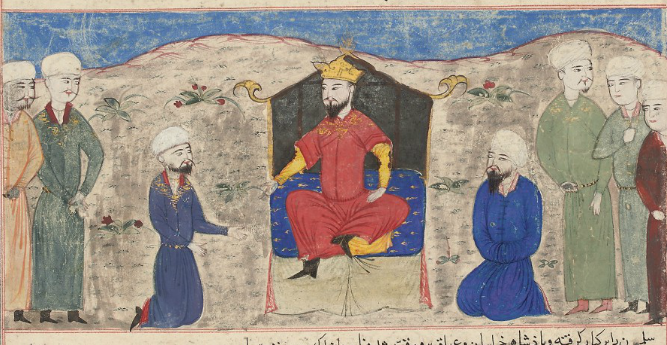
Miniatura del XV secolo tratta dal Majma al-Tawarikh di Hafiz Abru che raffigura l'ascesa al trono di Alp Arslan

Tughril non ebbe figli e, per questo motivo, designò come suo successore il nipote minorenne Sulayman (figlio di Çağrı Beg). Kunduri appoggiò questa scelta e potrebbe essere stato lui stesso a suggerirla a Tughril per ampliare notevolmente la sua autorità di reggente del bambino. Tuttavia, il figlio maggiore e più competente di Chaghri Beg, Alp Arslan, il quale governava in quel momento il Khorasan, si oppose a questa scelta e si avvalse del sostegno del valido burocrate Nizam al-Mulk, oltre che di un potente esercito che aveva radunato sempre nel Khorasan. Kunduri si affrettò a far inserire il nome di Sulayman nella khutba (sermone del venerdì) della capitale di Rey. Successivamente, contattò Alp Arslan e, in maniera ardita, lo minacciò suggerendogli di accontentarsi del dominio sul Khurasan. Nel frattempo, anche il cugino di Tughril, Qutalmış, si fece avanti nella corsa per il trono; ciò portò alla pace e alla nascita di un rapporto di cooperazione tra Kunduri e Alp Arslan, che sconfisse e uccise Qutalmış alle porte di Rey. Alp Arslan riuscì così ad ottenere la tanto agognata carica di sultano, mantenendo Kunduri come visir. Tuttavia, su istigazione di Nizam al-Mulk, Alp Arslan fece imprigionare Kunduri a Marw-Rud il 31 dicembre 1063 e fece confiscare anche i suoi beni, mentre Nizam al-Mulk fu nominato visir del sultanato. Dopo circa un anno di prigionia, Kunduri fu assassinato da due soldati-schiavi inviati da Alp Arslan il 29 novembre 1064. La sorella di Kunduri portò il suo corpo a Kondor, sua città natale, dove fu sepolto; Al-Kunduri ebbe in vita una figlia.

## Il pensiero religioso
Fervente aderente alla madhhab (scuola) sunnita di Hanafi, Kunduri incluse il divieto di pratica della scuola asharita nella khutba di Nishapur del 1053, spingendo illustri studiosi quali al-Qushayri e al-Juwayni a cercare rifugio nella regione araba dell'Hegiaz. Sia le fonti medievali che quelle moderne concordano ampiamente sul fatto che l'atto fosse di natura politica, compiuto affinché gli Hanafi potessero occupare alte cariche. Pare che in seguito Kunduri abbandonò la sua zelante visione.

## Rilevanza storica
Figura di spicco del regno selgiuchide, Kunduri fu elogiato dai poeti contemporanei come Bakharzi. Kunduri compose delle liriche in arabo, sostenne il clero e i poeti del regno e si dimostrò a favore di una politica di costruzione urbana. Kunduri rientrava tra le figure iraniche che aiutarono i governanti selgiuchidi ad abbandonare la propria condizione di capitribù con poteri limitati a quella di "Sultani eccelsi" (Salāṭīn-i A'ẓam) con una corte completamente strutturata, un'amministrazione efficiente e un esercito obbediente e in parte composto da schiavi di diverse etnie. Tuttavia, questa transizione allontanò anche i sultani selgiuchidi dai turcomanni, che, di conseguenza, aderirono spesso alle ribellioni guidate dai membri scontenti della famiglia selgiuchide, tra cui Inal e Qutalmış.